# Tachikawa Ki-94 I
Tachikawa Ki-94 I – prototypowy myśliwiec Cesarskiej Armii Japońskiej z czasów drugiej wojny światowej, przeznaczony do lotów na dużej wysokości. Jego głównym zadaniem miało być zwalczanie amerykańskich bombowców Boeing B-29 Superfortress, dokonujących strategicznych bombardowań celów w Japonii. Samolot charakteryzował się bardzo awangardową konstrukcją. Maszyna nie wyszła poza stadium drewnianej makiety.

## Historia
21 września 1941 r. wzniósł się w powietrze po raz pierwszy amerykański bombowiec strategiczny B-29 Superfortress. Dowództwo Cesarskiej Armii Japońskiej dość szybko zdało sobie sprawę, obserwując działania amerykańskiego lotnictwa w Europie, że kolejnym celem strategicznych nalotów będą wyspy japońskie. Ich obrona spoczywała na barkach lotnictwa armii, ale nie dysponowało ono samolotami zdolnymi do podjęcia walki z silnie uzbrojonymi i operującymi na dużych wysokościach bombowcami. 
Aby temu zaradzić, Wydział Techniczny Sił Powietrznych opracował w sierpniu 1942 r. wstępne założenia techniczne dla jednosilnikowego myśliwca przechwytującego, charakteryzującego się dużym zasięgiem, silnym uzbrojeniem, prędkością rzędu 750-800 km/h i pułapem operacyjnym 13000 metrów. Jak na możliwości japońskiego przemysłu lotniczego były to wymagania zbyt wysokie. 
W zaistniałej sytuacji przedstawiciele wytwórni Nakajima i Tachikawa - wybranych do realizacji projektu w porozumieniu z Wydziałem Technicznym - zweryfikowali charakterystykę nowej maszyny pod kątem własnych możliwości. Efektem prac inżynierów Nakajimy był klasyczny, jednosilnikowy myśliwiec Nakajima Ki-87. Konstruktorzy Tachikawy podeszli do problemu w całkowicie odmienny sposób. Zaprojektowali bardzo awangardowy, jak na ówczesne japońskie realia, myśliwiec oznaczony jako Tachikawa Ki-94. 
W październiku 1943 r. była gotowa drewniana makieta samolotu, naturalnej wielkości. Niestety nowatorskie rozwiązania zastosowane w konstrukcji Ki-94 były przyczyną jej końca. Oceniono, że maszyna jest zbyt wymagająca technologicznie, a przedstawione obliczenia dotyczące jej osiągów zbyt optymistyczne i w grudniu 1943 r. cały program został anulowany. Nie był to jednak koniec maszyny oznaczonej jako Ki-94. Nazwę przejęła zdecydowanie bardziej konserwatywna konstrukcja, zaprojektowana przez inżynierów Tachikawy do wypełniania tych samych zadań, co projekt oznaczony jako Ki-94 I, ale zbudowana w klasycznym układzie, Tachikawa Ki-94 II.

## Konstrukcja

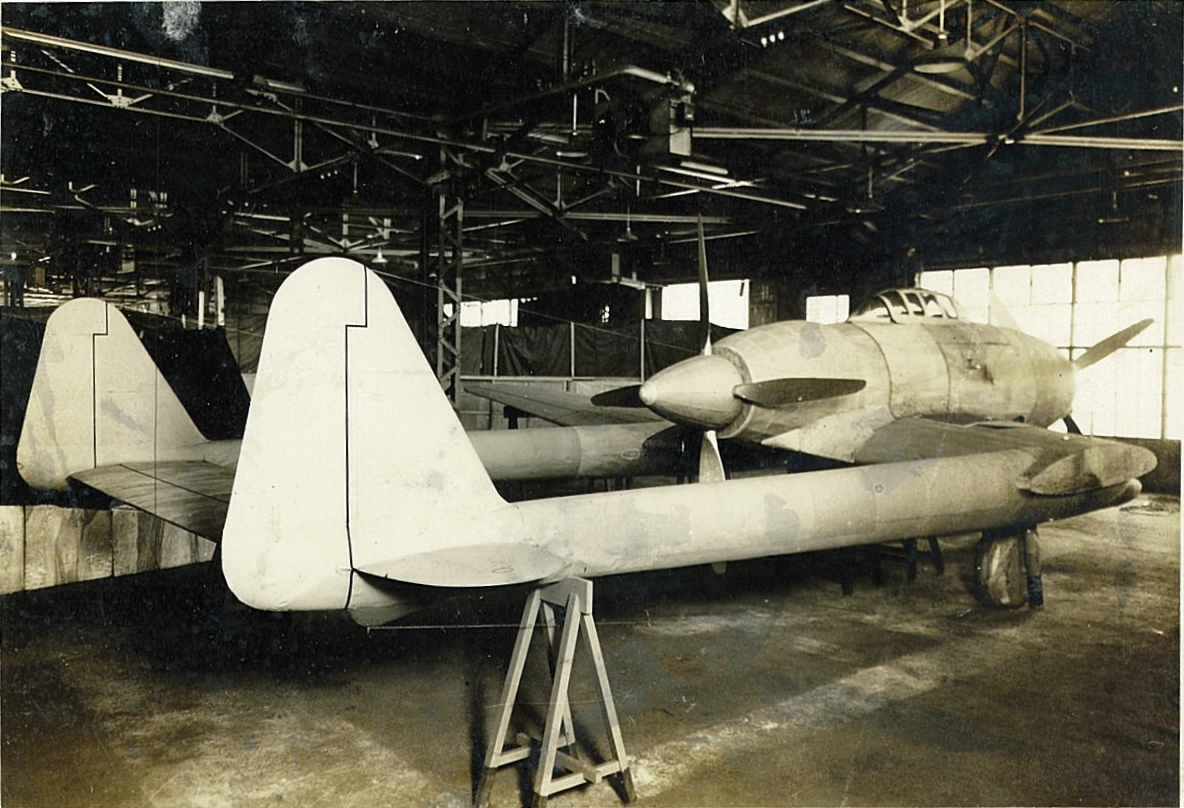
Widok z tyłu drewnianej makiety samolotu

Całkowicie metalowy, wolnonośny dolnopłat. Samolot miał dwie belki kadłubowe, połączone statecznikiem poziomym. Pomiędzy nimi umieszczona została gondola kadłubowa mieszcząca ciśnieniową kabinę pilota oraz dwa silniki Mitsubishi Ha-43. Pierwszy z nich umieszczono z przodu kadłuba, przed kabiną pilota. Napędzał on czterołopatowe śmigło ciągnące, drugi z silników zainstalowany był z tyłu kadłuba i napędzał czterołopatowe śmigło pchające. Taki układ miał teoretycznie zapewnić maszynie osiąganie prędkości rzędu 780 km/h na wysokości 10000 metrów. Podwozie trójpodporowe z przednim podparciem, chowane w locie. Przednie do wnęki w kadłubie, główne do wnęk w belkach ogonowych. Podobne rozwiązanie zastosowano w amerykańskim Lockheed P-38 Lightning. Konstrukcyjnie Ki-94 I podobny był do innej amerykańskiej maszyny, myśliwca Vultee XP-54 Swoose Goose, który napędzany był tylko jednym silnikiem ze śmigłem pchającym i który podobnie jak samolot japoński nie został wprowadzony do produkcji seryjnej. W jego przypadku doszło do praktycznego potwierdzenia, że teoretyczne wyliczenia dotyczące zakładanych osiągów maszyny, rozmijają się z rzeczywistością.

## Uzbrojenie
Samolot charakteryzował się bardzo silnym uzbrojeniem. Z przodu belek kadłubowych zamontowano działka Ho-105 kalibru 30 mm oraz Ho-203 kalibru 37 mm, po dwa na każdą belkę w układzie jedno nad drugim. Samolot mógł również przenosić po dwie 50 kg bomby.